# Oleg Piganowicz
Oleg Konstantinowicz Piganowicz (ros. Олег Константинович Пиганович; ur. 12 maja 1985 w Jarosławiu) – rosyjski hokeista.

## Kariera
- Krylja Sowietow 2 Moskwa (2001-2003)
- CSKA 2 Moskwa (2003-2005)
- HK Dmitrow (2005)
- Chimik Woskriesiensk (2005-2007)
- Chimik Mytiszczi 2 (2007)
- Traktor Czelabińsk (2007-2010)
- Spartak Moskwa (2010–2011)
- Amur Chabarowsk (2011–2012)
- Awangard Omsk (od 2012–2013)
- Donbas Donieck (2013–2014)
- Traktor Czelabińsk (2014–2015)
- Torpedo Niżny Nowogród (2015-2016)
  -  HK Sarow (2015/2016)
- Nieftiechimik Niżniekamsk (2017-2018)
- Sibir Nowosybirsk (2018-2020)
- Kunlun Red Star (2020-)

Wychowanek klubu Torpedo Jarosław ze swojego rodzinnego miasta. W sezonie KHL (2011/2012) był kapitanem drużyny Spartaka Moskwa. Od stycznia 2011 zawodnik Amura Chabarowsk związany dwuletnią umową. W listopadzie przeszedł do Awangarda Omsk na zasadzie wymiany zawodników (do Chabarowska zostali przekazani z Omska bramkarz Aleksiej Kuzniecow i napastnik Jewgienij Orłow). Od 1 maja 2013 zawodnik Donbasu Donieck, związany dwuletnim kontraktem. Został kapitanem drużyny. Od czerwca 2014 ponownie zawodnik Traktora Czelabińsk. Od maja 2015 zawodnik Torpedo Niżny Nowogród. W sezonie 2016/2017 nie grał. Od czerwca 2017 zawodnik Nieftiechimika Niżniekamsk. W lipcu 2018 przeszedł do Sibiru Nowosybirsk. W sierpniu 2020 został zawodnikiem Kunlun Red Star.

## Sukcesy
Indywidualne
- Superliga rosyjska w hokeju na lodzie (2007/2008): nagroda dla najlepszego pierwszoroczniaka sezonu
- KHL (2017/2018): najlepszy obrońca miesiąca – grudzień 2017[10]